# دریاچه اوگوی
دریاچه اوگوی (انگلیسی: Uguy) یک دریاچه در استان نووسیبیرسک کشور روسیه است.